# Brzezinka (góra)
Brzezinka (niem. Birk-Berg, Birkenberg) – szczyt w Górach Wałbrzyskich (612 lub 597 m n.p.m.), górujący nad byłą Kopalnią "Victoria" w Wałbrzychu.
Do lat 30. XX wieku połączona z Kamienną Górą (620 m n.p.m.). Obecnie od Kamiennej Góry oddzielona przekopem linii kolejowej Wrocław – Jelenia Góra. Brzezinka tworzy pseudogrzbiet górski z sąsiadującymi hałdami kopalnianymi. W zboczach zlokalizowana jest dawna sztolnia wyrobiskowa z XIX wieku. W Sobięcinie u podnóża Brzezinki znajdują się elektrownia oraz zakłady koksownicze. 
Zbocza porasta las mieszany z dominacją brzozy, mocno przerzedzony po wichurach na początku 2007 roku.
Przez szczyt nie przebiega żaden szlak turystyczny, chociaż z samego szczytu rozciąga się widok na znaczną część Gór Wałbrzyskich.